# Erich Mussfeld
Erich Mussfeld, även Erich Mußfeld och Erich Mußfeldt, emellanåt inkorrekt benämnd Erich Muhsfeldt, född 18 februari 1913 i Neubrück, Hennigsdorf, död 24 januari 1948 i Kraków, var en tysk SS-Oberscharführer. Under andra världskriget tjänstgjorde han i lägren Auschwitz, Majdanek och Flossenbürg.

## Biografi
Mussfeld var utbildad bagare. Han inträdde i Sturmabteilung (SA) 1933 och Nationalsocialistiska tyska arbetarepartiet (NSDAP) 1939. Efter att ha anslutit sig till Schutzstaffel (SS) påbörjade han i augusti 1940 sin tjänst i koncentrationslägret Auschwitz I (Stammlager); han var först chef för en fångavdelning och senare Blockführer. I november 1941 förflyttades Mussfeld till Majdanek, där han ansvarade för kremeringen av lik. Efter att krematoriet hade tagits i bruk sommaren 1942 utnämndes han till chef för detta.
Reichsführer-SS Heinrich Himmler hade i augusti 1943 bestämt att de återstående judiska fångarna i Majdanek och de två arbetslägren Poniatowa och Trawniki skulle mördas. Himmlers beslut hade bland annat föranletts av upproret i förintelselägret Sobibór och det var av största betydelse att dessa judar, inalles omkring 42 000 personer, dödades. Orderns verkställande anförtroddes åt Friedrich Wilhelm Krüger, Högre SS- och polischef i Generalguvernementet, och den nyutnämnde SS- och polischefen i Lublindistriktet, Jakob Sporrenberg. Operationen planlades till den 3 november 1943 och fick namnet Aktion Erntefest. Den kom även att gå under namnet blodiga onsdagen. Enligt vittnesmål från SS-officeren Anton Thernes ledde Mussfeld massdödandet av omkring 18 000 judar i Majdanek. Fångarna fördes i grupper till färdigställda gravar och sköts med nackskott. Efter evakueringen av Majdanek i juni 1944 kommenderades Mussfeld till Auschwitz-Birkenau. Mussfeld tjänstgjorde under Otto Moll och övervakade det judiska Sonderkommandot i krematorium II och III. I september 1944 avlöste Mussfeld Moll som chef för samtliga krematorier i Auschwitz-Birkenau.
Mussfeld förblev i Auschwitz-Birkenau till evakueringen av lägret i januari 1945. I mars kom han till Flossenbürg som Rapportführer. Månaden därpå ledde han en dödsmarsch av fångar från Flossenbürg till Dachau. De fångar som inte orkade hålla takten sköts, bland annat av Mussfeld.

### Rättegång
Efter krigsslutet greps Mussfeld av allierade trupper och ställdes så småningom inför rätta vid Flossenbürgrättegången, där han i januari 1947 dömdes till livstids fängelse. Senare samma år utlämnades han till Polen, där han ställdes inför rätta vid Auschwitzrättegången. Vittnen beskrev Mussfeld som en av de värsta plågoandarna i Auschwitz och Majdanek. Han skall bland annat ha dränkt fångar i latrinen. Den 24 januari 1948 hängdes Mussfeld i Montelupich-fängelset i Kraków. Tillsammans med honom hängdes denna dag ytterligare tjugo dömda krigsförbrytare: Arthur Liebehenschel, Hans Aumeier, Maximilian Grabner, Karl Möckel, Maria Mandl, Franz Kraus, Hermann Kirschner, Heinrich Josten, Wilhelm Gehring, Kurt Hugo Müller, Ludwig Plagge, Otto Lätsch, Fritz Buntrock, August Bogusch, Paul Götze, Paul Szczurek, Therese Brandl, Josef Kollmer, Herbert Ludwig och Hans Schumacher. Efteråt fördes kropparna till Krakóws universitet för att användas som övningsmaterial för läkarstuderande.

## Populärkultur
I filmen Den grå zonen från 2011 porträtteras Erich Mussfeld av den amerikanske skådespelaren Harvey Keitel.